# Moluckdvärguv
Moluckdvärguv (Otus magicus) är en fågel i familjen ugglor inom ordningen ugglefåglar. Den förekommer i delar av Indonesien. Arten minskar i antal men beståndet anses vara livskraftigt.

## Utseende och läte
Moluckdvärguven är en liten uggla i två färgformer, en grå och en roströd. Den har örontofsar, en svart ram runt ansiktet och gula ögon. Vidare har den tydliga svarta längsgående streck på den ljusa undersidan och intrikat tecknad ovansida med tydliga vita teckningar på vingarna. Hjässan hos den vuxna fågeln är streckad, hos ungfågeln tvärbandad. Lätet är ett distinkt grodlikt kväkande.
I delar av utbredningsområdet överlappar den med tenggaradvärguv (Otus silvicola) och floresdvärguv (Otus alfredi). Den mindre moluckdvärguven särskiljs lättast från wallacedvärguven på det avvikande lätet, medan den skiljs från floresdvärguven genom mörk hjässa och näbb samt den kraftiga streckningen på undersidan.

## Utbredning och systematik
Moluckdvärguven förekommer i skogar och plantage i låglänta områden och förberg i Indonesien, dels som namnet avslöjar i Moluckerna, men även i Tukanbesiöarna och Små Sundaöarna. Den delas in i sju underarter med följande utbredning:
- Otus magicus kalidupae – förekommer på ön Kaledupa (Tukangbesiöarna sydost om sydöstra Sulawesi)
- Otus magicus morotensis – förekommer i norra Moluckerna (Morotai och Ternate)
- Otus magicus leucospilus – norra Moluckerna (Halmahera, Kasiruta och Bacan)
- Otus magicus obira – Obi (centrala Moluckerna)
- Otus magicus magicus – södra Moluckerna (Seram och Ambon)
- Otus magicus bouruensis – Buru (södra Moluckerna)
- Otus magicus albiventris – Små Sundaöarna (Lombok, Sumbawa, Flores, Besar, Lomblen)

Tidigare inkluderades wetardvärguven (Otus tempestatis) och lombokdvärguven (Otus jolandae) i arten, men dessa båda urskiljs numera som egna arter. Taxonet fördes tidigare till sulawesidvärguven (Otus manadensis).

## Status och hot
Arten har ett stort utbredningsområde, men tros minska i antal, dock inte tillräckligt kraftigt för att den ska betraktas som hotad. Internationella naturvårdsunionen IUCN listar arten som livskraftig (LC).